# قاعدة هيرتويج
قاعدة هيرتويج أو قاعدة المحور الطويل تنص على أن الخلية تنقسم على طول محورها الطوليّ. صاغ القاعدة عالم الحيوان الألماني أوسكار هيرتويج في عام 1884. تؤكد القاعدة على أن شكل الخلية هو آلية مبدأية لاتجاهات الجهاز المغزلي. تتنبأ قاعدة هيرتويج باتجاهات انقسام الخلية والذي هو شئ هام لهندسة النسيج ولمصير الخلية وللتشكل الحيوي.

## الاكتشاف
في تجارب هيرتويج قام بدراسة اتجاه انقسامات بيضة الضفدع. تمتلك بيضة الضفدع شكلا كرويا وتحدث أولى الانقسامات به في اتجاه عشوائي. قام هيرتويج بضغط البيضة بين طبقين متوازيين. أجبر الضغط البيضة على تغيير شكلها من الشكل الدائري إلى الطوليّ. لاحظ هيرتويج أن البيضة الطولية لا تنقسم عشوائيا، بل عموديا على محورها الطولي. الخلية الابنة الجديدة تكونت على طول المحور الأطول للخلية. حملت هذه الملاحظة اسم «قاعدة هيرتويج» أو قاعدة المحور الأطول.

## التأكيد والآلية

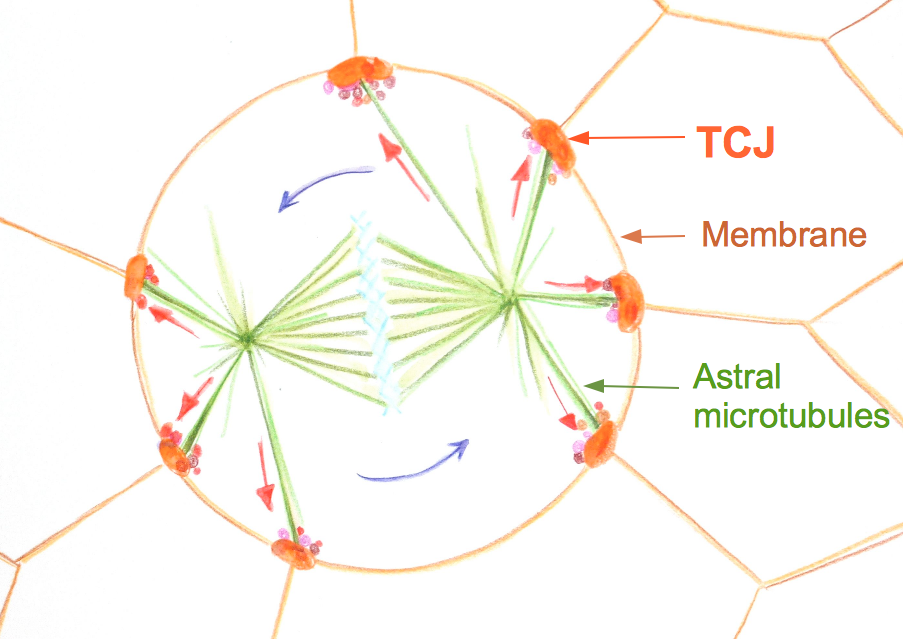
صورة كرتونية لخلية طلائية منقسمة محاطة بنسيخ طلائي. الجهاز المغزلي يدور داخل الخلية.

تدعم الدراسات الحديثة في الحيوان و النبات قاعدة المحور الأطول، كما شملت الدراسة دراسة أجنة الفئران  الخلايا الطلائية في ذبابة الفاكهة، وبعض النباتات  . آلية عمل قاعدة المحور الأطول تعتمد على استشعار الخلايا البينية في المحور الأطول للخلية. إلا أنه أثناء الانقسام تتحول بعض الخلايا الحيوانية إلى الشكل الكروي مما يؤدي إلى اختفاء المحور الطولي وتصبح الخلية كروية. في هذه المرحلة عند تحول الخلية إلى الشكل الكروي يتم تحديد المحور الطولي الأطول عن طريق الجهاز المغزلي. يدور الجهاز المغزلي بداخل الخلية الكروية وبعد عدة دقائق يكون موقع المغزل على طول الخلايا البينية على طول المحور الطولي للخلية. ثم تنقسم الخلية على طول اتجاه الجهاز المغزلي. أول فكرة عن طريقة تذكر الخلية لمكان المحور الطولي أتت من دراسة على الخلايا الطلائية في ذباب الفاكهة. غير أن هذه الدراسة تقتصر على نوع واحد فقط من الظهائر في ذبابة الفاكهة السوداء البطن ولم يثبت أن يكون صحيحا في الأنواع الظهارية الأخرى.

## الأهمية
يُقترح أن انقسامات الخلية على طول المحور الطولي مرتبطة بالتشكل الحيوي واستجابة النسيج للضغوط وهندسة النسيج. الانقسام على طول المحور الطولي للخلية يقلل الضغط العام على النسيج بشكل أسرع من الانقسامات العشوائية أو الانقسامات على طول محاور أخرى. .